# Closterocerus damastes
Closterocerus damastes är en stekelart som beskrevs av Walker 1847. Closterocerus damastes ingår i släktet Closterocerus och familjen finglanssteklar. Inga underarter finns listade i Catalogue of Life.